# Bokros László
Bokros László (Monor, 1928. – Szigliget, 2017. május 30.) magyar festőművész, grafikus, szobrász.

## Életpályája
Kolozsváron és Pécsen nőtt fel, első tanára Martyn Ferenc volt. A Képzőművészeti Főiskolán Domanovszky Endre, Hincz Gyula, Pór Bertalan és Szőnyi István voltak a tanárai. Főiskolai tanulmányait 1956-ban fejezte be. A következő évben a szolnoki művésztelepre költözött, ahol több mint harminc évig élt és alkotott (1957–1989). Felesége és alkotótársa Bokros Júlia keramikus, aki munkáin újra alkalmazta a Zsolnay-féle eozintechnikát.
Bokros korai alkotásain az alföldi iskola (pl. Etetés, Vízhordó, Bivalyos szekér, Útkaparó, Parasztudvar, Hátsó udvar), Szőnyi (pl. Halász, Tokjai Tisza-híd), illetve az impresszionisták (pl. Kerthelyiség, Namika, Tokaji Tisza-híd, Halász, Hálók a Zagyván) hatása tükröződik. A konstruktivizmushoz való közeledést mutatja pl. Szolnoki Tabán, a Tokaji Tisza-híd című munkája. Élete során több stíluskorszakon ment át. A szolnoki művésztelep hagyományainak mentén hamar alakulni kezdett saját stílusa, mellyel a szolnoki művésztelep hagyományosan realista, népies, világában új fejezet nyílt. Már korai, Szőnyi ihlette munkáin látszott, hogy a konkrét formától kezd konstruktivista módon elvonatkoztatni (pl. Hálók a Zagyván, Háló). Saját stílusa modern, de teljes egészében sosem absztrakt, mivel az akár absztraktnak is tekinthető formák - vagy legalábbis azok jelentős része - mindvégig megőrizték művein konkrét azonosíthatóságukat, ill. a realitáshoz való egyfajta kötődésüket (pl. horizont, nap, vízpart, növény, hal). Mindig a természeti élményből, a formák és a színek hatásából indult ki, ezeket absztrahálta, de olyan mértékben, hogy eredeti kontextusuk felismerhetősége a modern, már-már absztrakt formavilág elnyerése mellett is felismerhető, illetve legalábbis sejthető legyen.
Újra és újra visszatért munkáin az impresszionisták, illetve Szőnyi fénykezelésének hatása. Számos alkotása szorosan kötődik a szürrealizmushoz (elsősorban Max Ernsthez) is, ennek éppen azért alkotja érdekes alcsoportját, mert megtartott egyfajta kapcsolatot a kiindulást jelentő természetélménnyel, formai és színhatással. Míg pl. Ernst párhuzamként említhető munkái igazi szürrealista ábrázolások, Bokros megfelelő képei szürrealisztikusak ugyan, de a reálishoz való kötődés mezsgyéjének határain belül maradtak.
Bokros életében döntő változás történt 1989-ben. A hetvenes évektől működő ellenzéki Inconnu Csoport egyik alapítója volt fia, Bokros Péter. Bokros László és felesége ugyancsak támogatta az ellenzéki, avantgárd csoportot, melyre a rendszerváltás előtt nem sokkal durván lecsapott a rendőrség, ezért Bokroséknak szinte menekülniük kellett Szolnokról. Ekkor költöztek Szigligetre, ahol új otthont teremtettek maguknak. Itt új és fontos inspiráció érte Bokrost, ugyanis a Balaton fényei, a vízpart élővilága forma- és fényjelenségek iránti vonzódását és fogékonyságát új ihlettel töltötte meg: Vízparton-sorozat, Napút-sorozat, Kertben, Nemesgulács.[forrás?]

## Önálló kiállításai
- Fényes Adolf Terem (1973, Budapest)
- Gyulai Képtár (1974)
- Nagykőrös (1974, feleségével közösen)
- Fényes Adolf Terem (1976, Budapest)
- Kecskemét (1978, feleségével közösen)
- Megyei Művelődési Központ (1981, Szolnok, feleségével közösen)

## Részvétele csoportos kiállításokon (válogatás)
- III. Országos Kisplasztikai Biennálé, Pécs (1971)
- III. Praha Graphic (1971)
- miskolci grafikai biennálék, országos és megyei tárlatok (1971)
- Zománcművészeti Kiállítás, Kecskemét (1976)
- Nemzetközi Grafikai Kiállítás, Bilbao (1982)
- IV. Nemzetközi Metszet Triennálé, Giza, Egyiptom (2003)

## Művei közgyűjteményekben
- Damjanich János Múzeum, Szolnok
- Laczkó Dezső Múzeum, Veszprém
- Magyar Nemzeti Galéria, Budapest.

## Köztéren található művei
- Kerámia falikép (Szolnok, Óvoda)
- Sgraffito (Szolnok, Domus Áruház)
- Zománc falikép (Szolnok, Gyermekváros)
- Sgraffito (Szolnok, Volán Tröszt)
- Faliszőnyeg (Berekfürdő).